# Pflegewohngeld
Pflegewohngeld ist ein bewohnerorientierter Aufwendungszuschuss verschiedener deutscher Länder zur Finanzierung der betriebsnotwendigen Investitionsaufwendungen (Investitionskosten) vollstationärer Dauerpflegeeinrichtungen. Pflegewohngeld gibt es in 
- Mecklenburg-Vorpommern (§ 9 Landespflegegesetz Mecklenburg-Vorpommern (LPflegeG M-V))[1]
- Nordrhein-Westfalen (§ 14 APG NRW)[2]
- Schleswig-Holstein (§ 6 LPflegeG)[3]

In Hamburg, Niedersachsen und im Saarland wurde das Pflegewohngeld wieder abgeschafft.
Das Pflegewohngeld hat einen Doppelcharakter. Es dient einerseits dem Ziel, eine leistungsfähige, zahlenmäßig ausreichende und wirtschaftliche pflegerische Versorgungsstruktur zu verwirklichen, andererseits soll es Heimbewohner ganz oder teilweise davon entlasten, den Investitionskostenanteil am Heimentgelt selbst tragen zu müssen.
Entsprechend hat das Pflegeheim (außer in Mecklenburg-Vorpommern) einen Anspruch auf Gewährung von Pflegewohngeld an sich für Heimplätze derjenigen Heimbewohner, welche die Voraussetzungen erfüllen, gleichzeitig kann aber auch der Heimbewohner die Zahlung des Pflegewohngeldes an das Pflegeheim verlangen und einklagen (so genanntes subjektiv-öffentliches Recht).
Pflegebedürftige Menschen der Pflegegrade 2 bis 5 haben Anspruch auf die Gewährung von Pflegewohngeld wenn sie Leistungen der Pflegeversicherung erhalten und in einer vollstationären Dauerpflegeeinrichtung untergebracht sind, die von der Pflegeversicherung zugelassen ist und eine Pflegesatzvereinbarungen mit den Kostenträgern hat.
Pflegewohngeld wird nicht gewährt, soweit das Einkommen und Vermögen der pflegebedürftigen Person bestimmte Grenzen übersteigen (Ausnahme Mecklenburg-Vorpommern). Unterhaltsansprüche gegenüber dem Ehepartner oder den Kindern stehen dem Pflegewohngeld nicht entgegen.